# Giverny
Giverny je francouzská obec v regionu Normandie v departmentu Eure. Proslavila se pobytem malíře Claude Moneta, který je zde pochován.

## Historie
Giverny se v písemných pramenech poprvé uvádí v roce 671 jako Warnacus, 863 jako Wariniacus a kolem roku 1026 jako Givernacus. Jméno vzniklo z germánského vlastního jména Warinus a keltské přípony -acum. Už v 7. století se v Giverny pěstovala vinná réva. V 9. století vlastnily pozemky v Giverny dvě církevní instituce: Bazilika Saint-Denis v Paříži a katedrála v Rouenu. V dalších stoletích se dominantním majitelem Giverny stala rouenská katedrála. V roce 1793 obdrželo Giverny statut obce a roku 1801 právo volit si zastupitelstvo.

## Claude Monetv Giverny

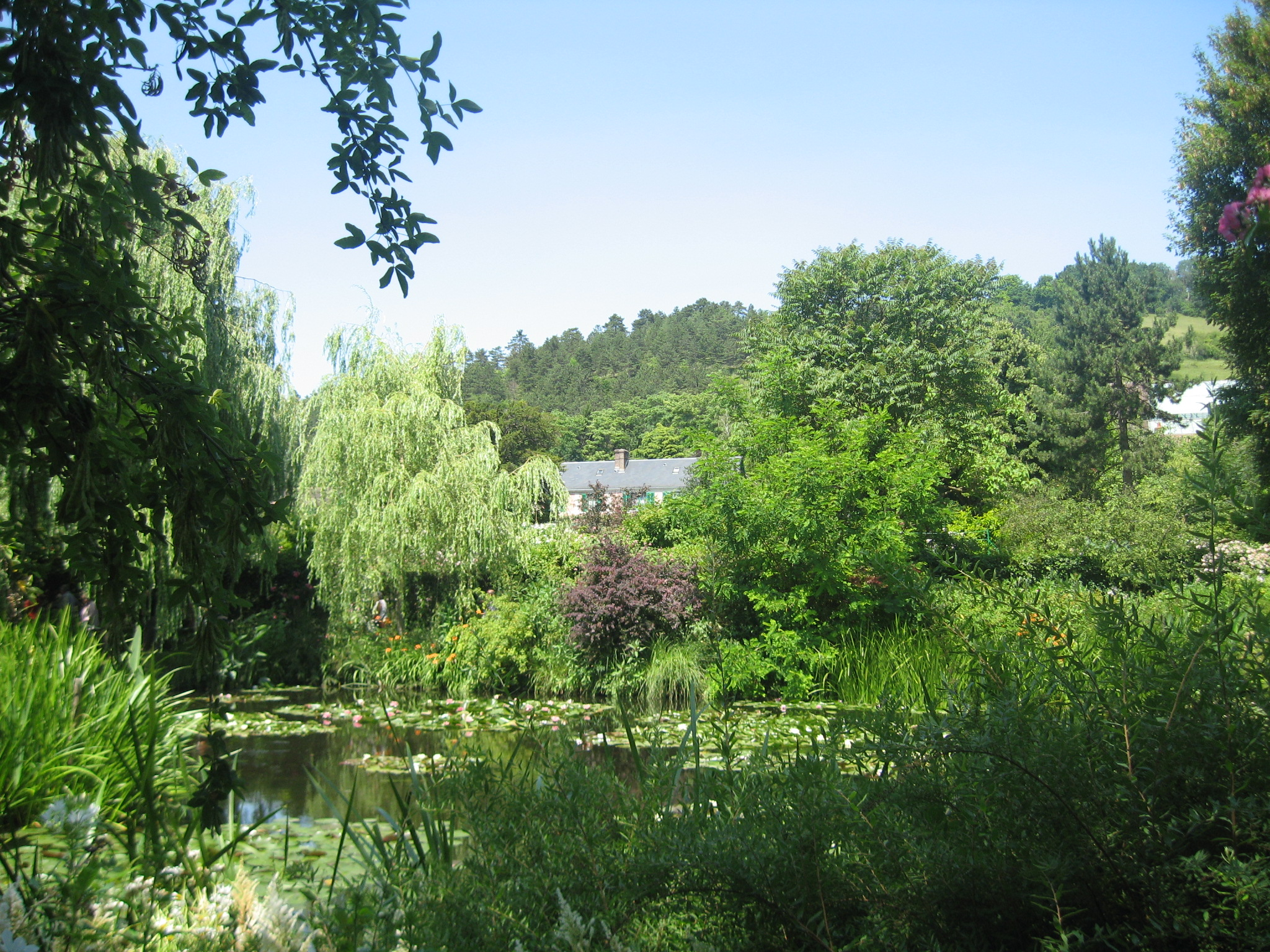
Monetova zahrada s domem v pozadí

Od prosince 1881 žil Monet s Alicí Hoschedé a se všemi jejími a svými dětmi v pronajaté vile v Poissy, městečku nedaleko Paříže po proudu Seiny. V té době už Alice se svým manželem Ernestem Hoschedé nežila. V Poissy se však Monet s Alicí brzy necítili dobře. Monet sháněl bydlení, které by tolik nepřipomínalo jeho komplikované rodinné vztahy a zároveň mu poskytlo lepší podmínky k malování.
Oblast kolem města Vernonu, kde se Giverny nachází, znal Monet nejméně od roku 1868, kdy na Zolovu radu pobýval na ostrově Gloton v Bonniéres, ležícím v blízkosti. Dům v Giverny, který si zprvu pronajal a o sedm let později koupil i s pozemkem, se mu v dubnu 1883 podařilo objevit náhodou a na poslední chvíli: na konci dubna mu totiž v Poissy končila nájemní smlouva. Shodou okolností se do Giverny nastěhoval 30. dubna, přesně v den, kdy zemřel Édouard Manet.
Jeho rodina, zejména její dámská část zvyklá na pařížský společenský život, si zprvu v odlehlém Giverny zvykala obtížně. Monet navíc trávil velkou část roku mimo domov. Cestoval jak po Evropě (Londýn, Benátky, Španělsko), tak po Francii a hledal náměty pro svoje obrazy. Na podzim 1890 se jeho finanční situace natolik konsolidovala, že mohl dům se zahradou, které měl v nájmu, zakoupit. Zároveň se pustil do zvelebování okrasné zahrady. V únoru 1893 zakoupil další pozemek v sousedství. Bezprostředně nato na něm začal budovat proslulou vodní zahradu s jezírkem pro své slavné lekníny, které se v posledních letech jeho života staly hlavním motivem jeho obrazů. Listopad 1894 byl v Giverny ve znamení návštěvy Monetova dávného přítele Paula Cézanna, opět zde společně malovali. Monet ho zde představil Clemenceauovi, Rodinovi a uměleckému kritikovi Gustave Geffroyovi. Roku 1897 postavil v Giverny druhý ateliér. V letech 1914–1916 se v Giverny pro Moneta stavěl třetí, už poslední ateliér. Umělec v něm pracoval na sérii svých velkoformátových obrazů s názvem Lekníny, které jsou dnes vystavené Muzeu Oranžérie v Paříži. V roce 1922 je Monet daroval státu.

Kromě malování měl Monet ještě dvě další vášně: jídlo a zahradničení. Podávání oběda byl obřad, který měl své ustálené zvyklosti. Monet byl gurmán a často sám jídelníček sestavoval. Potraviny si nechával dovážet z různých částí Francie ale i ze zahraničí, kde poznával krajové speciality. I v době, kdy byla jeho finanční situace nejistá, vydával Monet velké částky na zvelebování své zahrady. Ta se stala brzy pověstnou a obdivovanou mnoha návštěvníky. Z Monetových přátel z okruhu výtvarníků zde pobývali Carolus-Duran, Renoir či Alfred Sisley, američtí malíři James McNeill Whistler a John Sargent a také členové početné kolonie amerických malířů, která se v Giverny usadila jen kvůli Monetově přítomnosti, mj. Lilla Cabot Perry, Guy Rose či Frederick Carl Frieseke. Do Giverny zavítali i literáti, kteří měli k Monetovi blízko: Paul Valéry, Stéphane Mallarmé, či Octave Mirbeau, mezi návštěvníky patřil i herec a režisér Sacha Guitry.

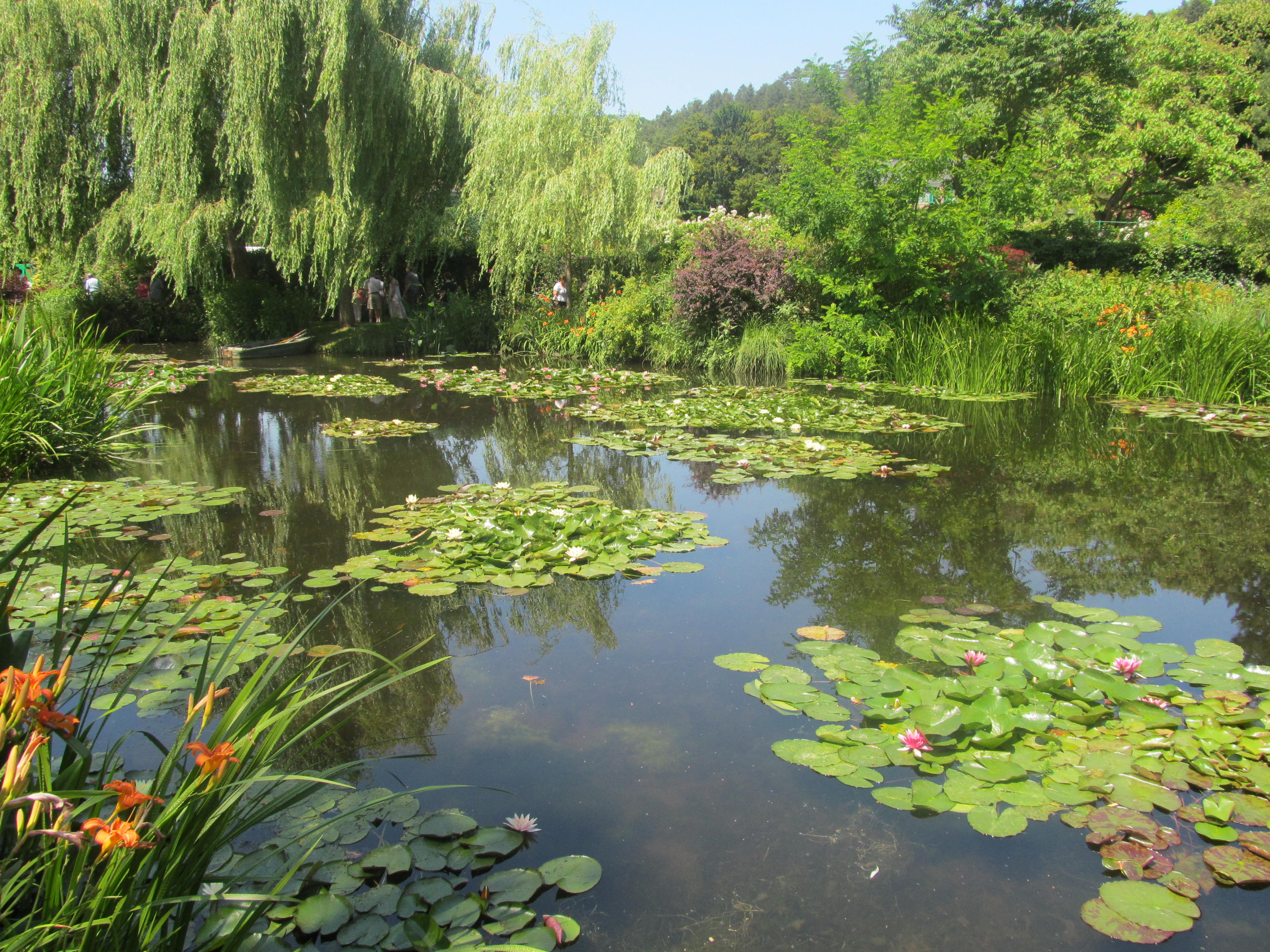
Leknínové jezírko

Mezi Monetovy známé patřil i český malíř Václav Radimský. V Giverny se usadil v roce 1895. Vytvořil zde řadu obrazů, které o čtyři roky později vystavil na své první souborné výstavě v Praze. Pořídil si loďku, na které při plavbě po Seině občas maloval společně s Monetem.
V poslední třetině 19. století se ve Francii rozšířilo sběratelství japonského umění, zejména dřevorytů z 18. století. Rovněž Monet nashromáždil v Giverny rozsáhlou sbírku, v níž byl zastoupen zejména Hirošige. Japonskými dřevořezy byly vyzdobeny stěny takřka všech místností domu v Giverny. Původní ateliér v domě se Monetovi k malování příliš nehodil – scházelo mu velké okno na sever. Malíř ho proto používal spíše jako pracovnu, kde vyřizoval korespondenci, a salón, kde se po obědě pila káva. Místnost ale také sloužila pro prezentaci Monetovy velké sbírky obrazů, jejichž autory byli jeho současníci. Během svého života koupil či vyměnil 3 obrazy od Delacroixe, 12 od Cézanna, 9 od Renoira, 5 od Berthe Morisot, 3 od Pissarra, 4 od Jongkinda, dva od Caillebotta a po jednom od Corota, Sisleye, Degase a Fantin-Latoura.
Monet zemřel v Giverny 5. prosince 1926 ve věku 86 let. Je zde i pohřben ve skromném rodinném hrobě na místním hřbitově poblíž apsidy románského kostela sv. Radegondy.

## Muzea v Giverny
Nadace Clauda Moneta v Giverny provozuje muzeum, umístěné v domě, v němž se malíř v roce 1883 usadil. Zároveň jsou zpřístupněné Monetovy zahrady. Od roku 1976 je dům s pozemky uznán za kulturní památku v kategorii Site Inscrit. V roce 1992 bylo založeno soukromé Musée d’Art Américain, obsahující umělecká díla amerických výtvarníků od koloniálního období do 50. let. Páteří sbírky v Giverny jsou obrazy amerických impresionistických malířů.

## Galerie

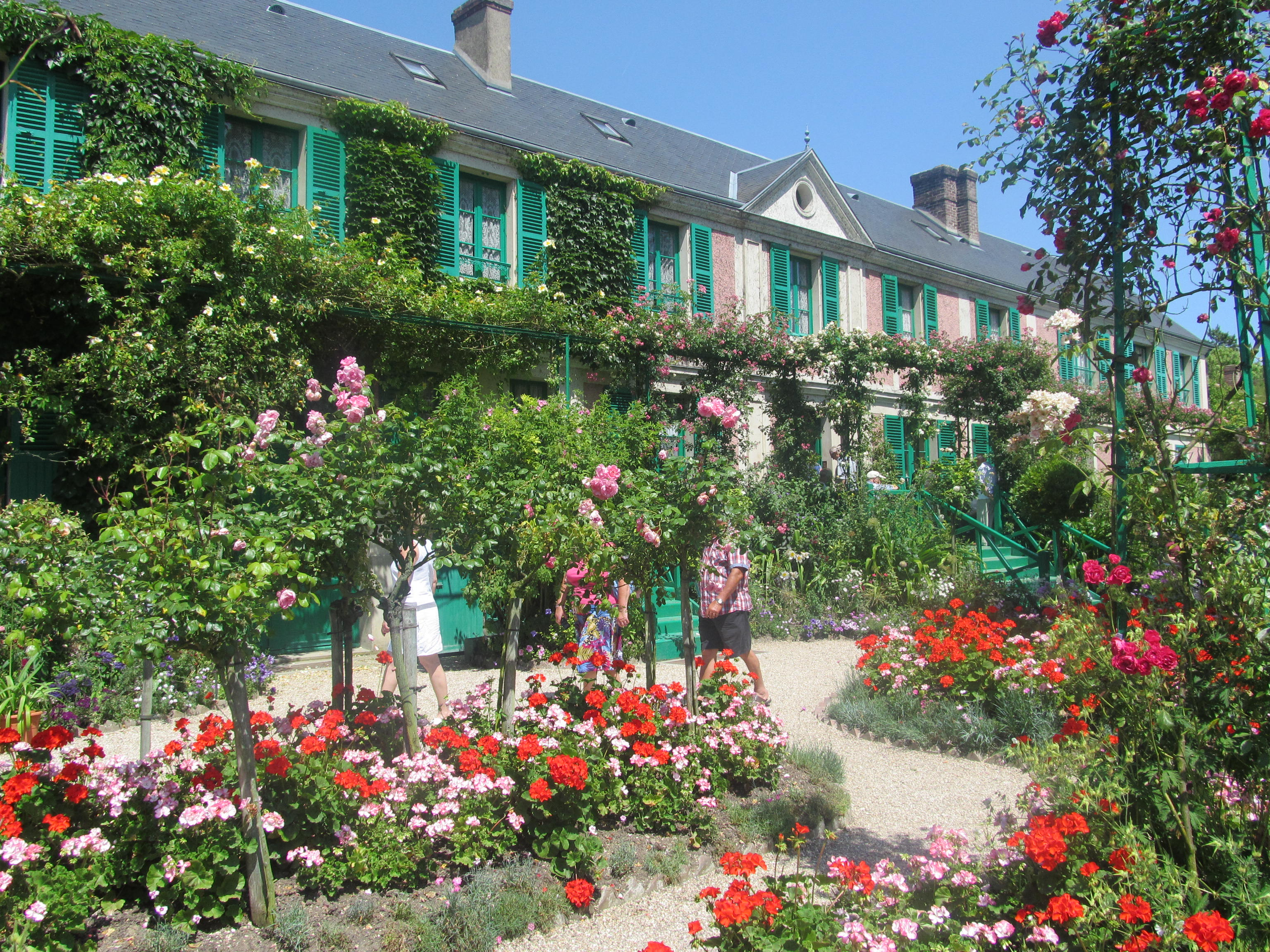
Monetův dům
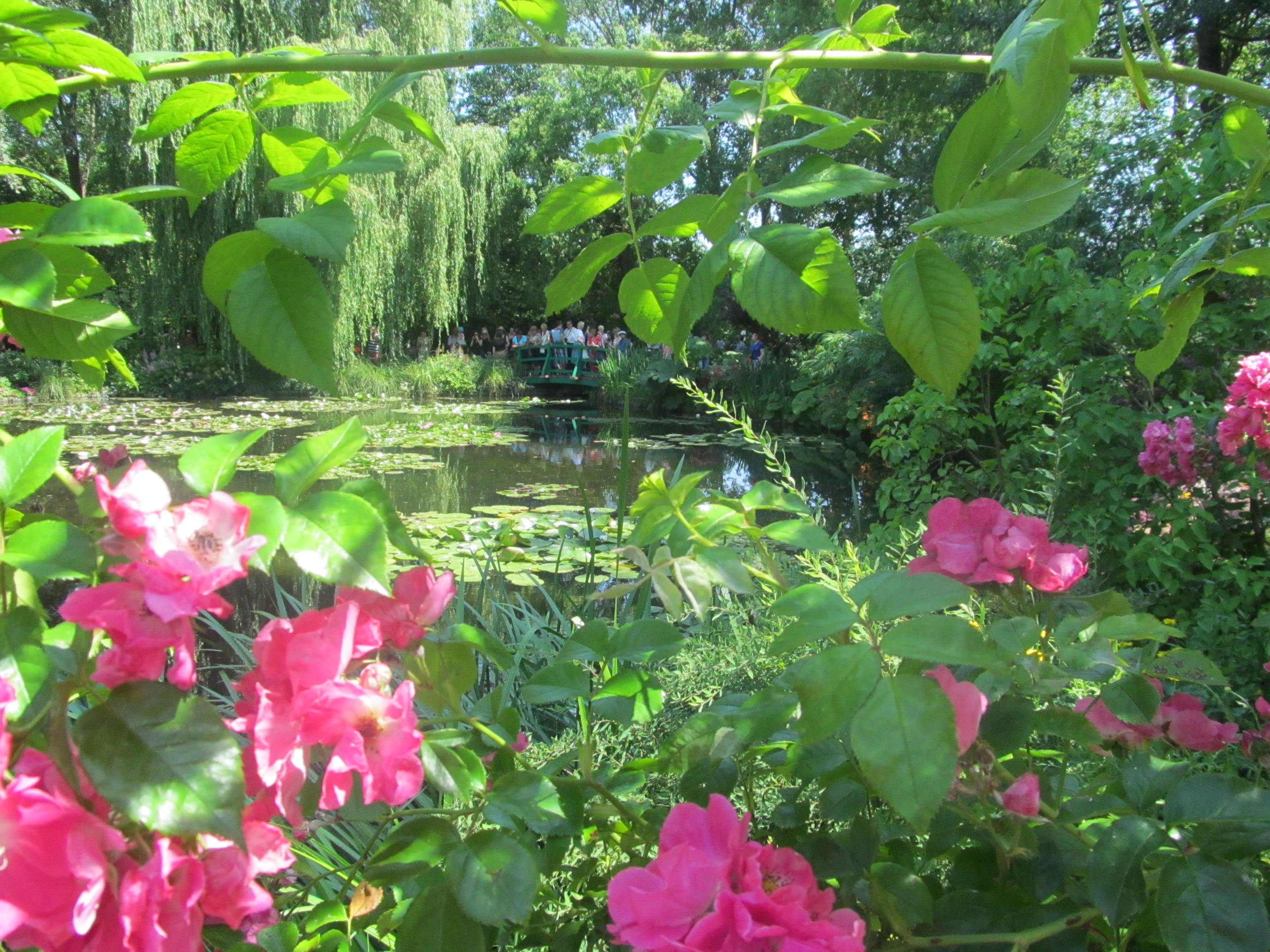
Jezírko s mostem v pozadí
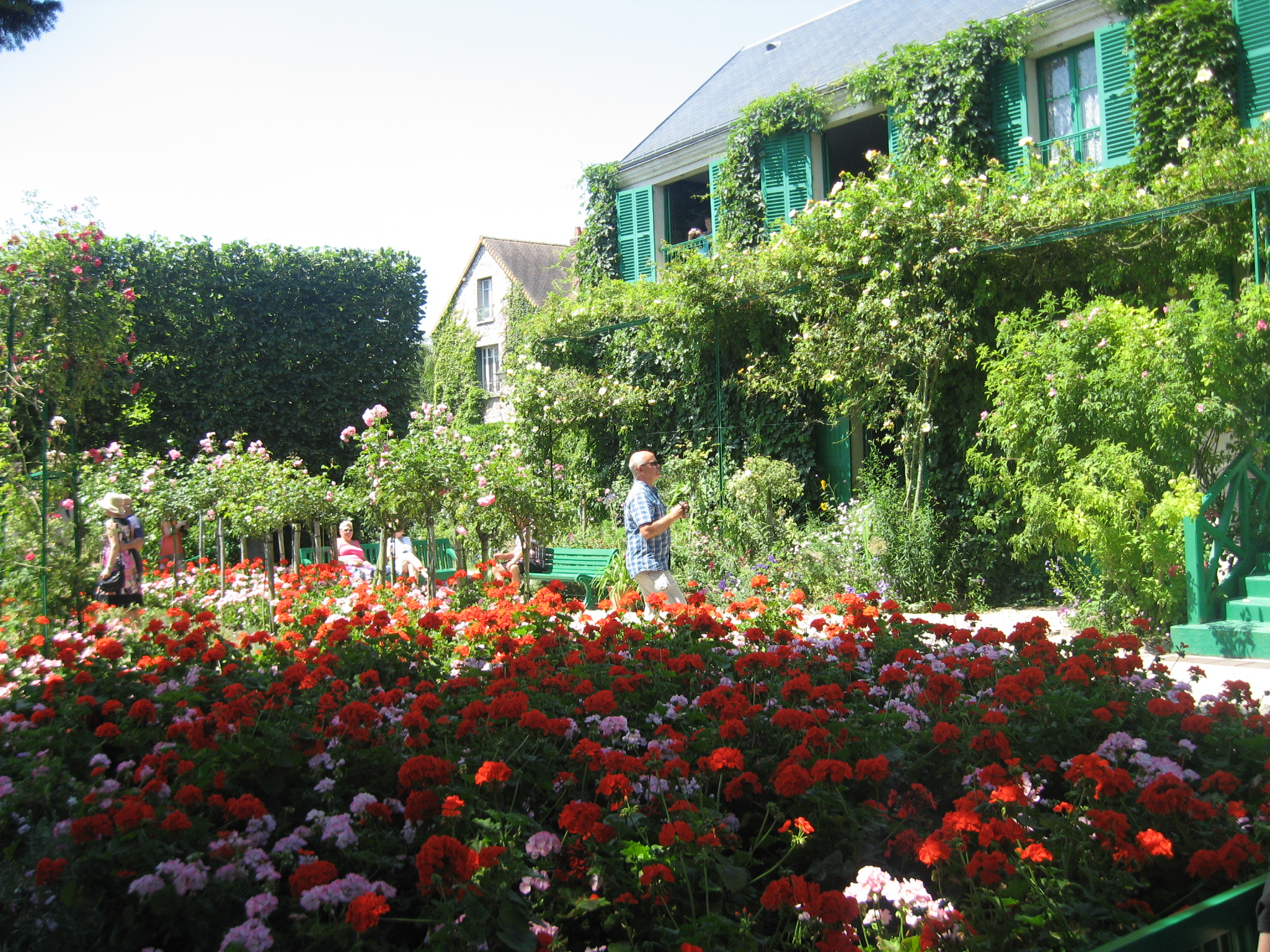
Muškáty v Monetově zahradě
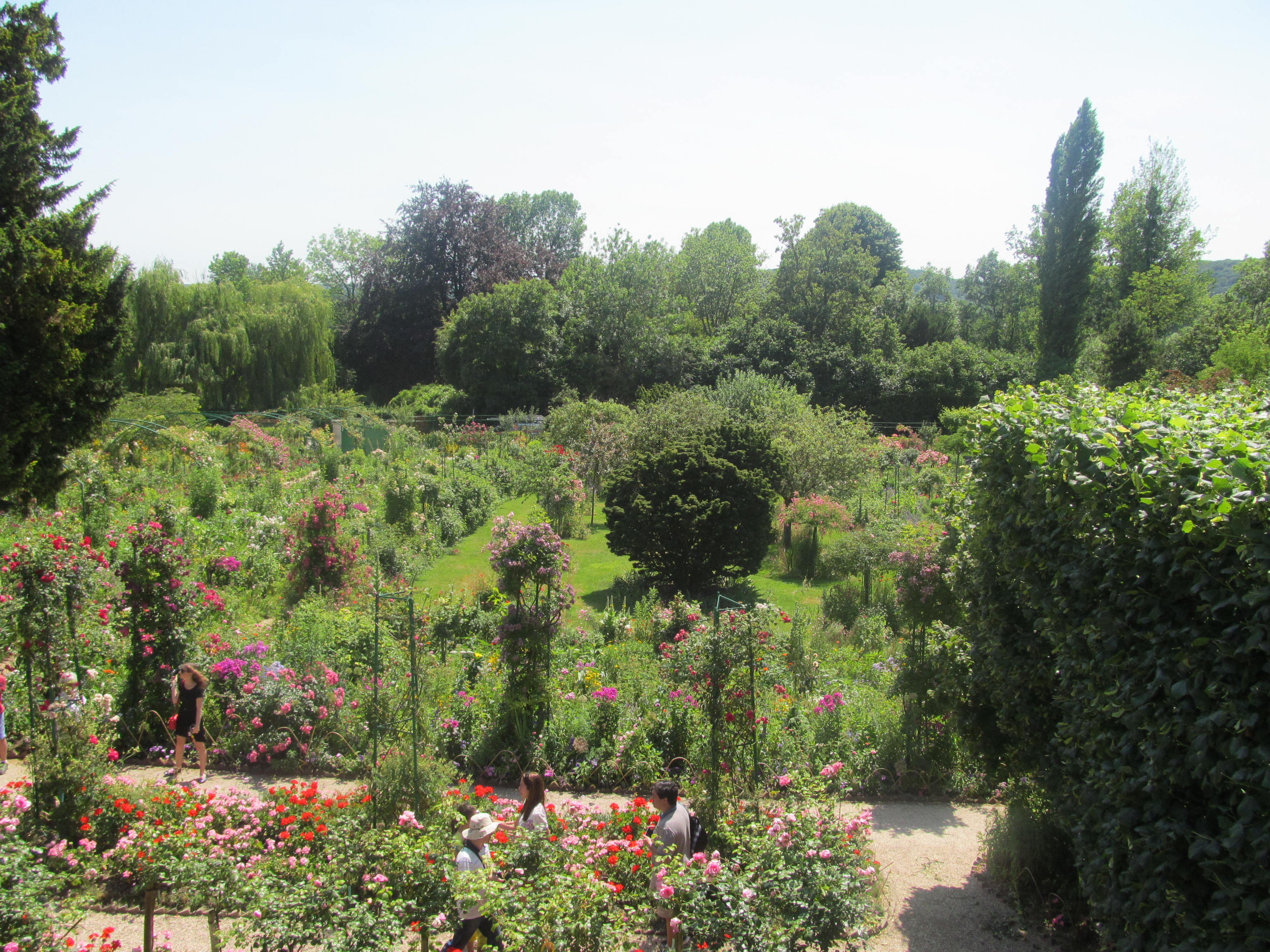
Okrasná zahrada
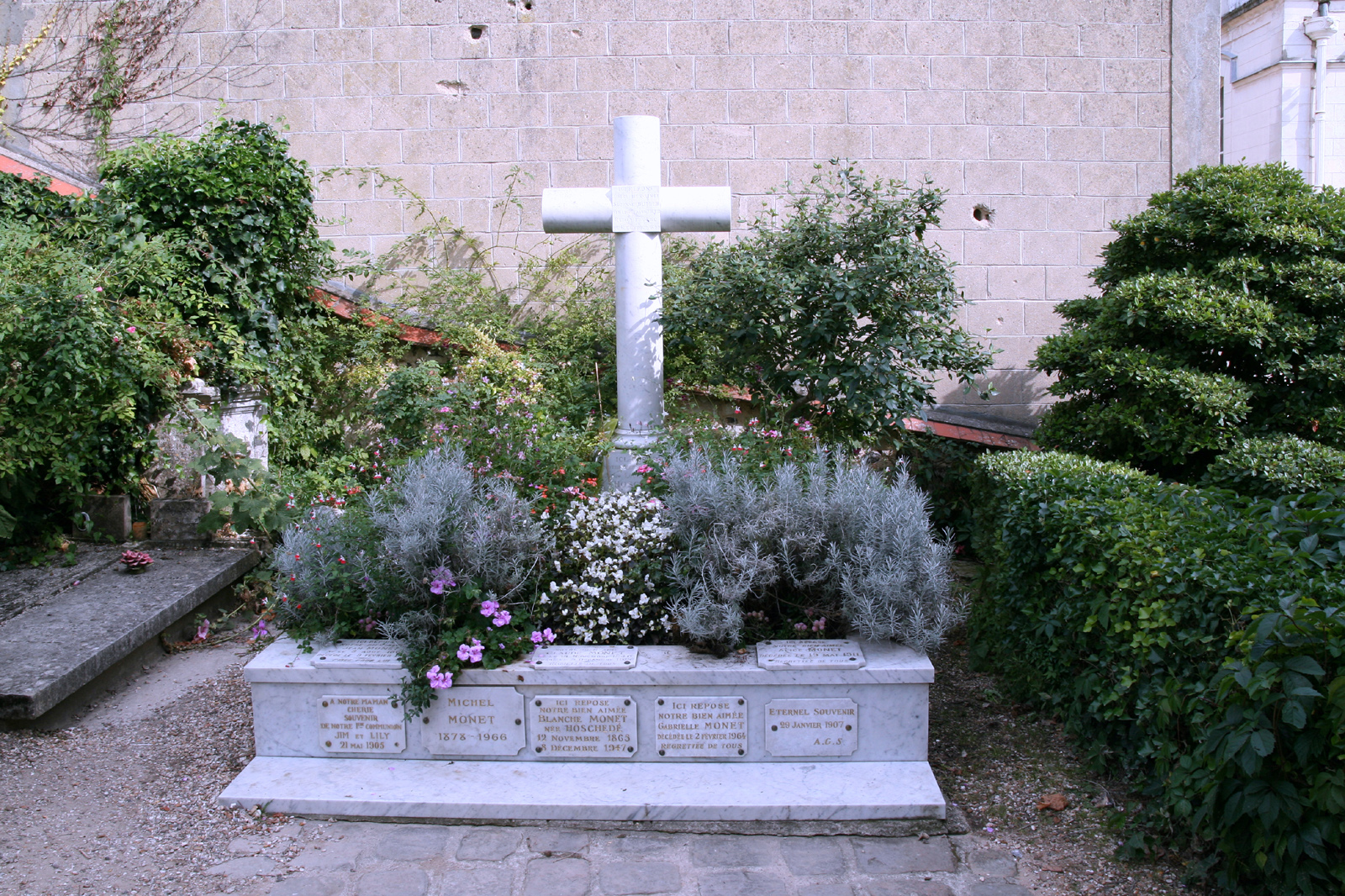
Hrob C. Moneta v Giverny
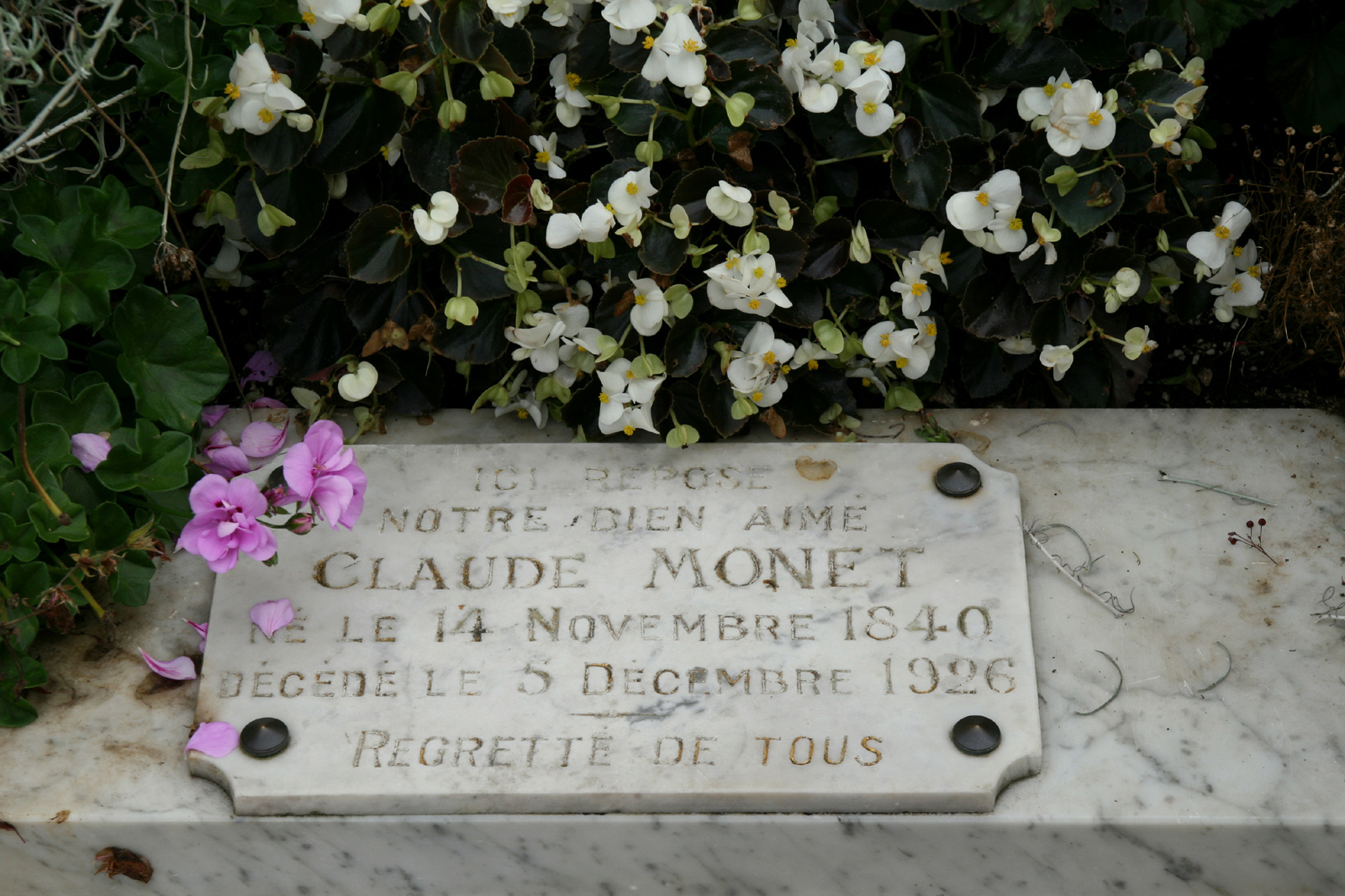
Hrob C. Moneta v Giverny